# 苏州苏城医院

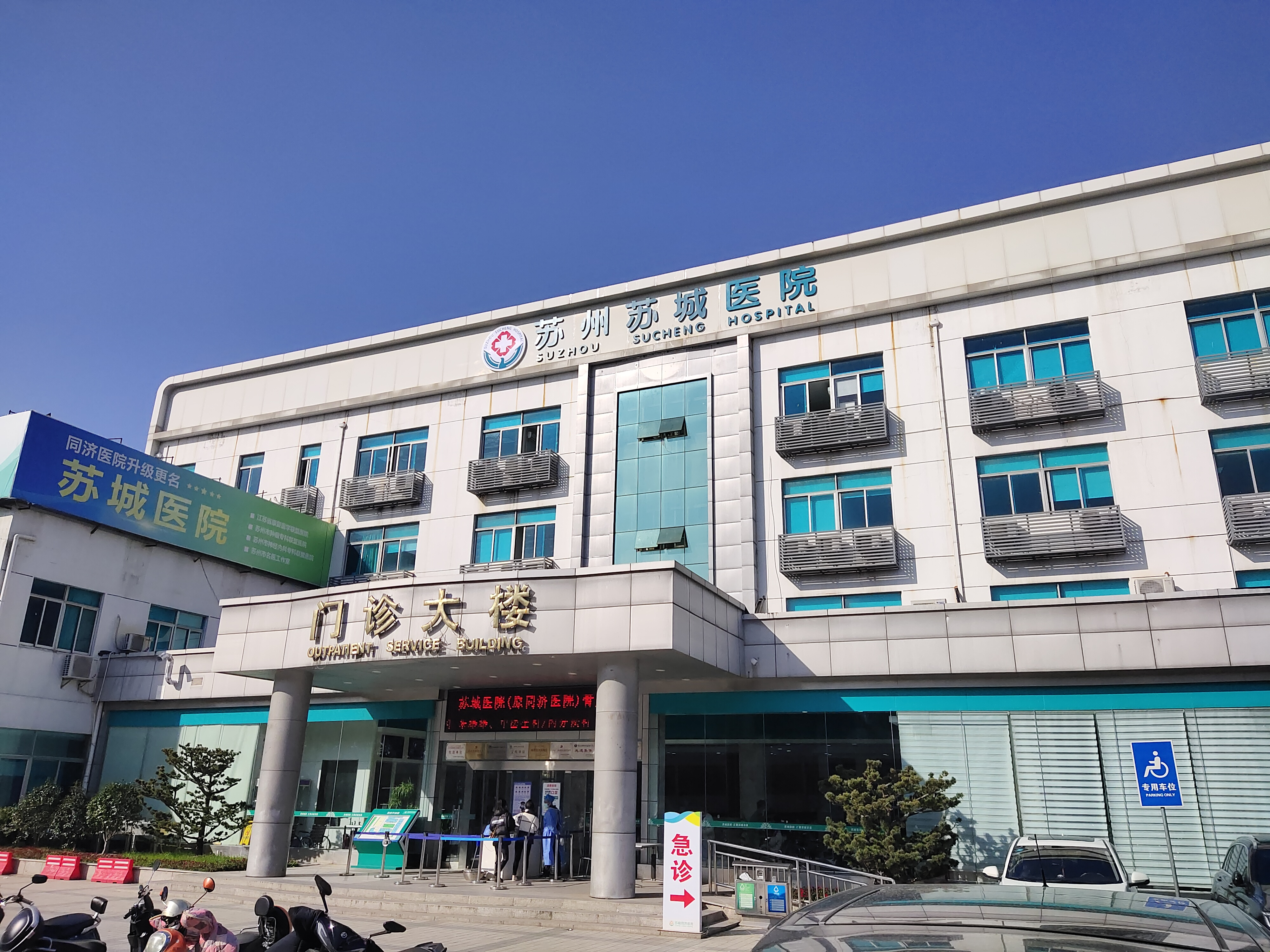
苏州苏城医院

苏州苏城医院（原苏州同济医院）位于中华人民共和国江苏省苏州市南环西路36号，是一家民营医院，江苏省康复医学联盟医院之一，苏州文明单位。院内设有中医肛肠科、妇科、泌尿外科、康复科等特色专科。

## 历史
2021年4月21日，应医疗机构命名相关文件要求，苏州同济医院正式更名苏州苏城医院。

## 事件
2017年11月，姑苏区综合行政执法局查封同济医院门诊楼楼顶正在搭建中的违章建筑。